# Shin Seung-hun
Shin Seung-hun (hangul: 신승훈, hancha: 申昇勳, ur. 21 marca 1966 w Korei Południowej) – południowokoreański piosenkarz popowy.